# ラ・アルブエラ
ラ・アルブエラ(スペイン語: La Albuera)は、スペイン・エストレマドゥーラ州バダホス県のムニシピオ（基礎自治体）。2016年の人口は2,031人。

## 歴史

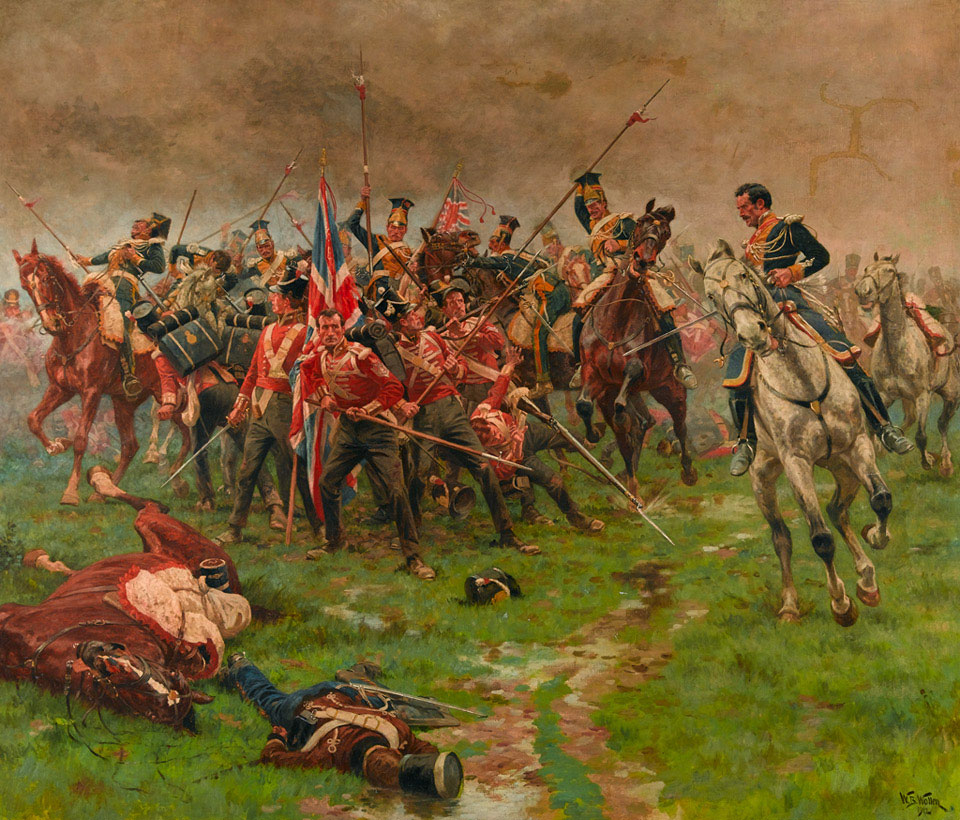
半島戦争中のアルブエラの戦い

ラ・アルブエラ出身のコンキスタドールに、16世紀に生まれたフアン・アロンソ・デ・ラ・トーレがいる。アロンソは今日のコロンビアやベネズエラの領域を侵略し、ベレス（現・コロンビア）やメリダ（現・ベネズエラ）の町を建設した。
1594年にはカスティーリャ王国の中でトルヒーリョ県に組み込まれた。当時のトルヒーリョ県は今日のエストレマドゥーラ州の大半の領域を範囲としており、1822年に地方行政区分の再編が行われるまで存続した。トルヒーリョ県の県都はトルヒーリョだった。
半島戦争中の1811年5月16日には、ウィリアム・ベレスフォード率いるイギリス軍とニコラ＝ジャン・ド・デュ・スールト率いるフランス軍の間でアルブエラの戦いが行われた。

## 地理

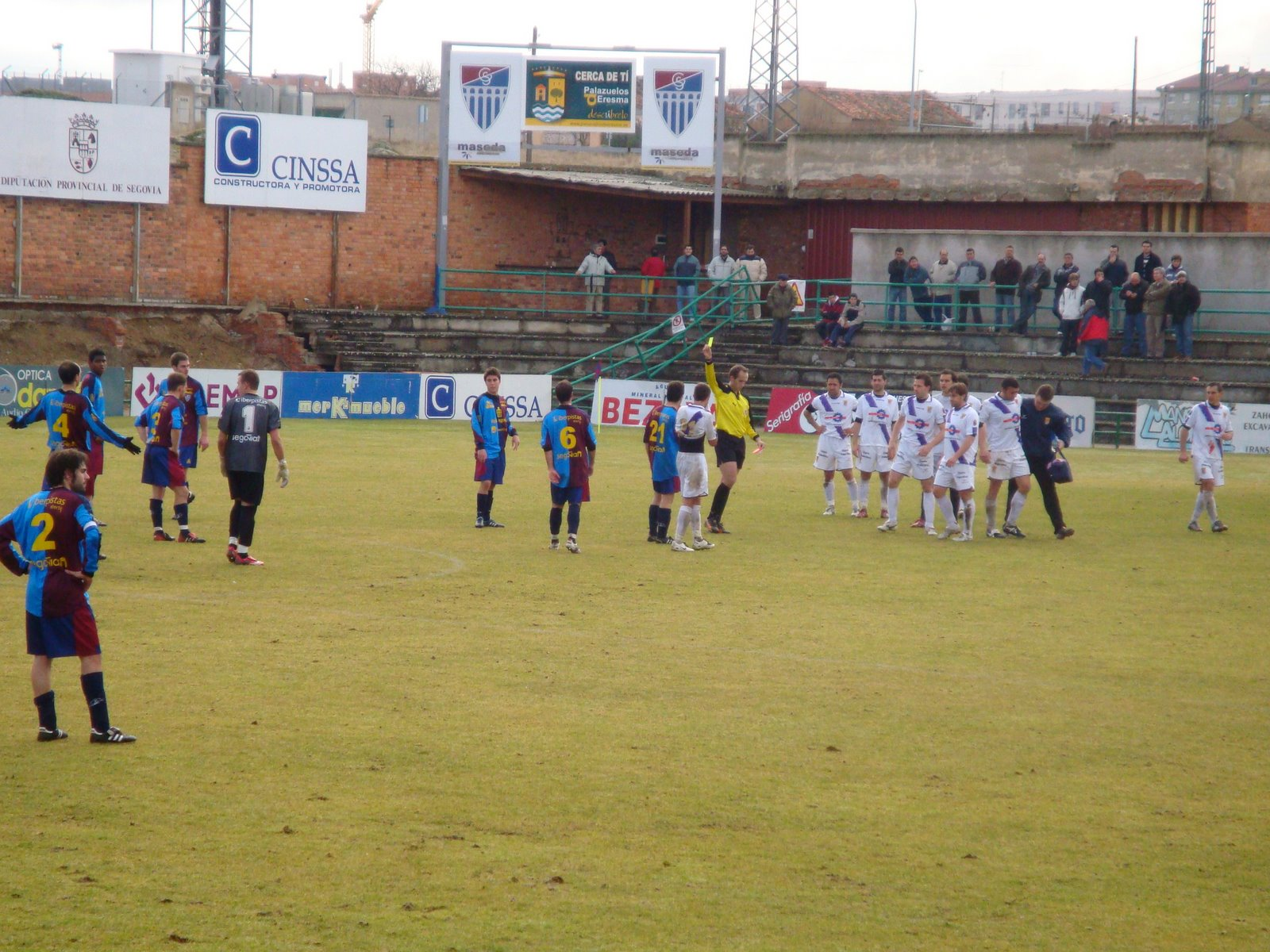
ラ・アルブエーラ（白）の試合

エストレマドゥーラ州バダホス県の県都バダホスの南東約24kmにあり、バダホスとはN-432号線（コルドバ自動車道）で結ばれている。コマルカ（郡）としてはティエラ・デ・バダホスに属する。バダホスのさらに西側はスペイン＝ポルトガル国境である。
バダホスの面積は1,473.20km2であり、スペインに約8,000あるムニシピオ（基礎自治体）の中で3番目に大きな自治体である。一方のラ・アルブエラの面積は26.4km2であり、ラ・アルブエラとグアディアーナ・デル・カウディーリョは完全にバダホスの自治体域に囲まれている。
郊外のステップとオークのデエサにある10余か所の池はノガン科とサケイ科の鳥類の生息地として、2002年にラムサール条約登録地となった。
サッカークラブとしてCDラ・アルブエラがある。